# Lim Kim San

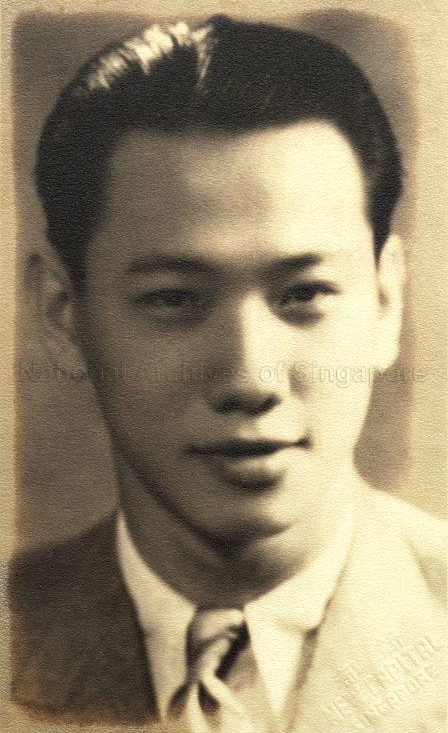
Lim Kim San (1940er)

Lim Kim San (chinesisch 林金山, Pinyin Lín Jīnshān, Jyutping Lam4 Gam1saan1, Pe̍h-ōe-jī Lîm Kim-san; * 30. November 1916 in Singapur; † 20. Juli 2006 ebenda) war ein singapurischer Politiker. Ihm wird die Durchführung eines erfolgreichen sozialen Wohnungsbauprogramms angerechnet, welches das in den 1960er Jahren äußerst akute Problem der Wohnraumknappheit in Singapur milderte.

## Jugend
Am 30. November 1916 wurde Lim Kim San als erstes von sechs Kindern in Singapur geboren. Seine Ausbildung genoss er an der Anglo-Chinese School sowie später am Raffles College, wo er Volkswirtschaftslehre studierte.
Als im Zuge des Zweiten Weltkriegs die japanischen Truppen im Februar 1942 die britische Garnison in Singapur überrannten und Singapur besetzten, war Lim einer von vielen Bewohnern, der auf den Verdacht hin, dass er pro-kommunistisch und pro-britisch sei, die durch die Japaner gefoltert wurden. Noch lange Zeit nach dem Ende der Besatzung sagte Lim, dass jene, welche die japanische Schreckensherrschaft in Singapur überlebt hatten, „diese niemals vergessen werden“. Lim sagte aber auch, dass – obgleich traumatisch und demütigend – diese einschneidende Entscheidung seine Generation entscheidend politisiert habe und zur singapurischen Grundhaltung beitrug „sein Schicksal niemals durch andere bestimmen zu lassen“.
Nach dem Ende des Krieges war Lim seinen eigenen Worten zufolge „ein junger Mann, in Eile seinen Lebensunterhalt zu verdienen“, um die verschwendeten Jahre auszugleichen. Er wurde Millionär kurz nachdem er eine Maschine erfunden hatte, die es ermöglichte Sago-Perlen preisgünstig zu produzieren. Hiernach nahm er in einer Reihe von Banken Direktorposten wahr.

## Tätigkeit im Housing and Development Board
In den 1960er Jahren lebten über 400.000 Menschen in Singapur aufgrund der knappen Wohnfläche in vollkommen überbevölkerten maroden „Chophouse“-Gebäuden oder als Hausbesetzer unter unwürdigen Lebensbedingungen. Dies waren die Rahmenbedingungen, die Lim 1960 vorfand, als er einen Posten im Housing and Development Board (HDB) Singapurs besetzte, für den er sich freiwillig gemeldet hatte und in welchem er die ersten drei Jahre lang kein Gehalt erhielt. In dieser Position führte Lim Kim San ein riesiges Haus- und Wohnungsbauprogramm durch, im Zuge dessen Singapur mit weitläufigen Hochhauskomplexen bebaut wurde, welche bis heute die auf Singapur am weitesten verbreitete Wohnungsart darstellt.

### Hausbauplan
Bereits früh machte sich Lim mit seinen Organisations- und Planungsfähigkeiten einen Namen. Anstatt einem detaillierten Arbeitsplan zu folgen, wählte Lim einen wenig detaillierten Planungsrahmen, um möglichst schnell auf der Grundlage lediglich grober Schätzungen des Wohnbedarfs die Lösung des Problems anzugehen. Dieser Ansatz führte dazu, dass im Laufe der ersten zwei Jahre des Hausbauprogramms 25.000 neue Wohnungen gebaut wurden, mehr als im gesamten Jahrzehnt zuvor. Hiermit strafte Lim sämtliche Skeptiker Lügen, insbesondere das Singapore Development Board, welches geäußert hatte, dass es für ihn unmöglich sein würde, innerhalb eines Jahres 10.000 neue Wohnungen oder gar mehr zu bauen. Im Rahmen dieser Skepsis eröffnete das Singapore Development Board ein Komitee unter der Leitung von Lim Tay Boh, um festzustellen, ob das Housing and Development Board mit dem ihm zur Verfügung stehenden Kapazitäten und Ressourcen das ehrgeizige Ziel des Hausbauprogramms überhaupt erreichen könne. Ironischerweise erreichte das Hausbauprogramm das Ziel, 10.000 neue Wohnungen innerhalb eines Jahres zu bauen, bevor das Komitee seinen Bericht beendet hatte.

### Erfolg des Hausbauprogramms
Mit Hinblick auf den Ersten Fünf-Jahres-Plan des HDB, welcher den Bau von 51.000 neuen Wohnungen vorsah, erreichte das HDB dieses Ziel bis 1965. Das größte Projekt dieser Zeit war Queenstown, einer Satellitenstadt mit 17.500 Wohnungen, welche fast 150.000 Menschen beherbergen konnten. Um dem wachsenden Problem verstopfter Verkehrswege zu begegnen, wurde das Bauprojekt als selbstversorgende Siedlung geplant, in welcher sämtliche Einkaufsläden und Einrichtungen sich in der Siedlung befinden, so dass die Bewohner von Queenstown nicht zu anderen Stadtteilen reisen müssten. Diese Herangehensweise an das Queenstown-Projekt, welche letztendlich zur allgemeinen Philosophie für sozialen Wohnungsbau in Singapur wurde, wird dafür verantwortlich gemacht, dass sich die Verkehrsprobleme im urbanen Zentrum Singapurs seit den 1960er und 1970er Jahren deutlich verringert haben.
Im Mai 1961 wurden mehr als 16.000 Menschen infolge des Bukit Ho Swee-Feuers obdachlos. Unter Lims Führung wurden in weniger als vier Jahren die verlorenen Wohnkapazitäten wieder aufgebaut und den Menschen, die ihr Obdach im Rahmen des Brandes verloren hatten, wurden 8.000 neue Wohnungen zur Verfügung gestellt.
Der Erfolg des staatlichen Hausbauprojektes wird von einigen auf die standardisierte Architektur zurückgeführt, die bei der Planung des Hochhausdesigns verwendet wurde. Ein weiterer Faktor ist Lims Entscheidung, viele der Bauprojekte an private Baufirmen weiterzuvermitteln, anstatt direkt selber Bauarbeiter anzustellen. Dies erlaubte es dem HDB sich auf die Gewährleistung und Wahrung von Qualitätsstandards zu konzentrieren und entband es von operationellen Detailfragen, mit denen die privaten Baufirmen besser umgehen konnten. Schließlich führten die vergleichsweise zu staatlich durchgeführtem Wohnungsbau geringeren Kosten zu niedrigen Wohnkosten für weite Teile der Bevölkerung.
Dieser Erfolg verleitete einige in Singapur zu der Aussage, Lim habe durch sein Hausbauprogramm die Herrschaft der People’s Action Party (PAP) gerettet, welche sich in den 1960er Jahren aufgrund der problematischen Wohnbedingungen scharfer Kritik ausgesetzt sah. Dem gegenüber betonte Lim, dass der Erfolg des Hausbauprogramms nicht möglich gewesen wäre, wenn die Regierung sozialen Wohnungsbau nicht zu einer ihrer obersten Prioritäten erklärt und entsprechend finanziell unterstützt hätte und auch weiterhin unterstützt.

### Politische Beziehungen
Ein entscheidender Erfolgsfaktor für das staatliche Hausbauprogramm stellte die enge Beziehung zwischen Lim Kim San und dem damals amtierenden Premierminister und Gründungsvater Lee Kuan Yew dar, aufgrund dessen Lim Lees Vertrauen genoss und dieser ihm weitgehend freie Hand ließ. Eine weitere enge politische Beziehung bestand zum damaligen Finanzminister Goh Keng Swee, welche es Lim ermöglichte wesentliche finanzielle Ressourcen für das Hausbauprogramm zu sichern. Schließlich trugen ein weites Netz aus politischen Beziehungen zwischen Lim und Abgeordneten der PAP signifikant zu Lims Fähigkeit bei, hyperbürokratische Prozesse und Strukturen zu umgehen oder zu überwinden, was sich maßgeblich auf die Schnelligkeit und Effizienz des Bauprogramms auswirkte.

## Ehrenämter und politische Karriere
Im Juni 1962 wurde Lim der Orden von Temasek, Singapurs höchste staatliche Auszeichnung, verliehen, ebenso wie der Ramon Magsaysay Preis für seine Tätigkeit als Führungskraft zum Wohle der Gemeinschaft, welches als für ein Entwicklungsland vorbildhaft bezeichnet wurde. Im September 1963 wurde Lim durch die PAP als Kandidat für einen Posten in der Singapore Legislative Assembly für den Cairnhill-Bezirk aufgestellt, eine Wahl, welche er mit einer gewaltigen Zweidrittelmehrheit gewann. Sein politischer und administrativer Erfolg führten dazu, dass Lim im Oktober 1963 zum Minister für Entwicklung ernannt wurde. Des Weiteren wurde Lim durch die PAP aufgrund von dessen Fähigkeit, die Verdienste anderer treffend einzuschätzen, als „Talentscout“ eingesetzt.

### Politische Karriere nach der Unabhängigkeit
Nachdem Singapur 1965 unabhängig wurde, nahm Lim zwei Jahre lang das Amt des Finanzministers wahr, bevor er Minister für Inneres und Verteidigung wurde. Diesen Posten hatte er von 1967 bis 1970 inne, als er zum Vorsitzenden des Public Utilities Board befördert wurde, welches einem weiteren dringenden Problem Singapurs, der Knappheit an Trinkwasser, durch den Bau neuer Wasserreservoirs begegnen sollte. Diese Funktion hatte er von 1971 bis 1978 inne.

### Sonstige Arbeit und Ehrenämter
Zusätzlich zu den seiner politischen Karriere zugehörigen Ämtern war Lim 15 Jahre lang Vorsitzender der Port of Singapore Authority, der singapurischen Hafenbehörde, und gab erst 1994 das Amt weiter. In dieser Funktion überwachte er die Entwicklung von Singapurs Hafenkapazitäten, welche dazu führten, dass Singapur zum weltweit größten Hafen und einer Drehscheibe zwischen dem Warenverkehr im Indischen und Pazifischen Ozean aufstieg. Bis heute verbleibt der Hafen von Singapur der weltweit größte Hafen in der Kategorie umgeschlagenes Transportvolumen und wurde erst 2005 und 2010 durch den Hafen von Shanghai in den Kategorien Frachtvolumen und Kontaineranzahl übertroffen.
Daneben diente Lim der Monetary Authority of Singapore, der singapurischen Währungsbehörde, von 1981 bis 1982 als Stellvertretender Betriebsleiter, ebenso wie als Aufsichtsratsvorsitzender der Singapore Press Holdings. In letzterer Position wandelte er das Unternehmen zu einem weltweit aktiven Medienkonzern um. Darüber hinaus nahm Lim das Amt des Vorsitzenden des Rats der Präsidentiellen Berater wahr und war der erste Kanzler der Singapore Management University (SMU).

## Rückzug aus der Politik
Auch wenn Lim sich bereits in den 1980er Jahren aus dem politischen Tagesgeschehen zurückzog, verblieb er bis in sein hohes Alter eine aktive Persönlichkeit des öffentlichen Lebens.
Nach langjähriger Krankheit verstarb Lim schließlich am 20. Juli 2006 in seinem Haus, fünf Kinder, zwölf Enkelkinder und fünf Urenkel hinterlassend. In Anerkennung seiner Leistungen für Singapur wurden die Flaggen auf allen Regierungsgebäuden Singapurs am Tage seiner Beerdigung auf halbmast gesetzt.